# Tub de microcentrífuga

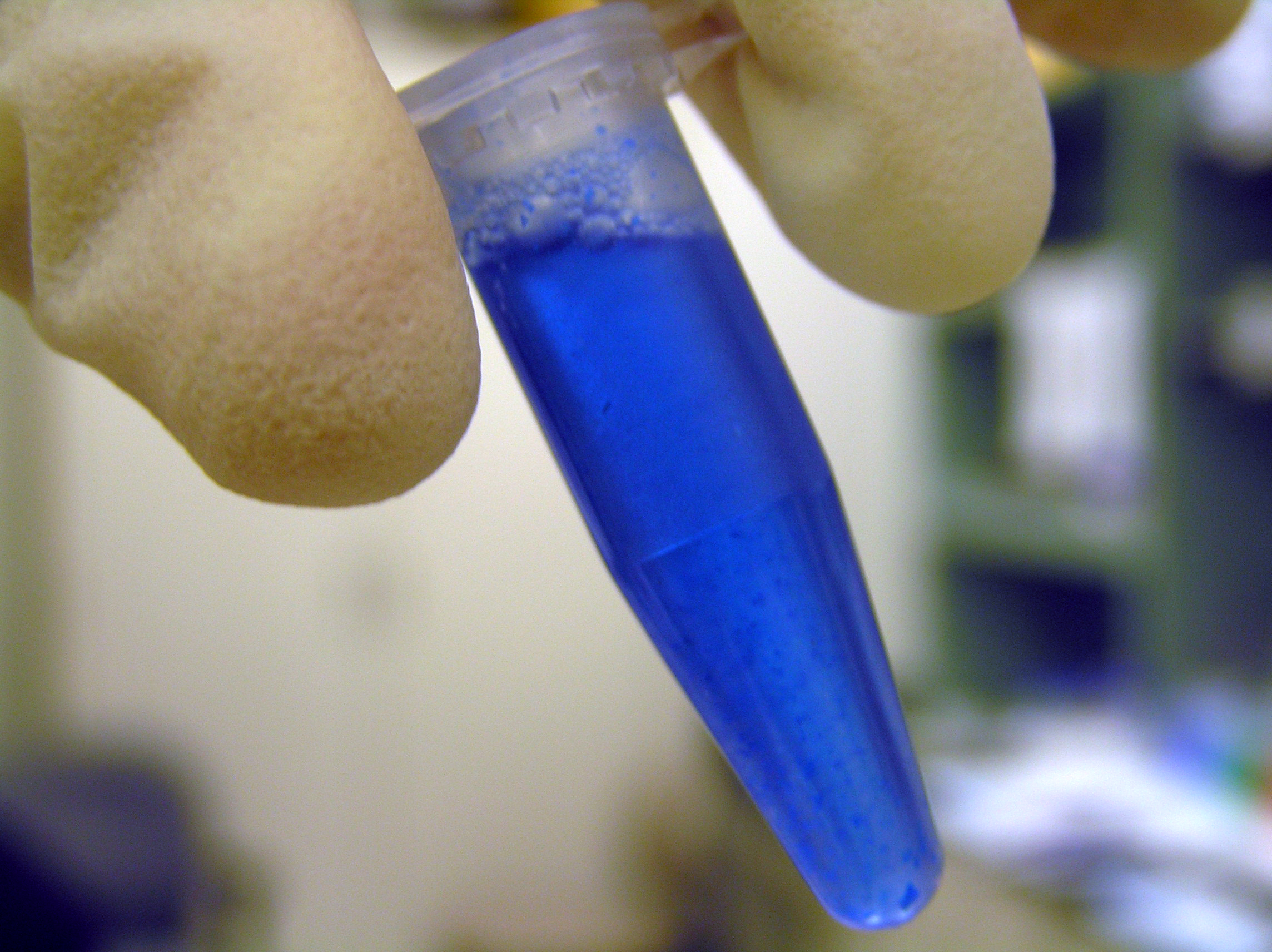
Tub de microcentrífuga amb una solució de blau de Coomassie.

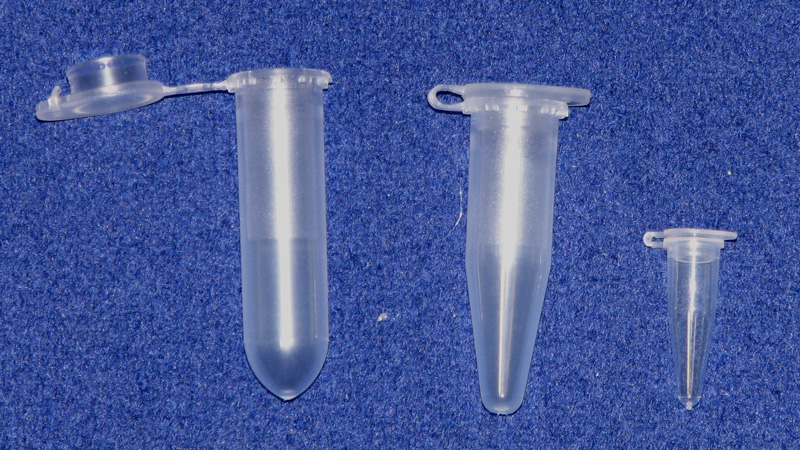
Tres tubs de microcentrífuga: 2 ml, 1,5 ml y 200 μl (per a PCR).

Un tub de microcentrífuga (comunament anomenats "eppendorf", en referència al major manufacturador d'aquests tubs) és un petit contenidor cilíndric de plàstic, amb un fons cònic i típicament una tapa unida al cos del tub per evitar el seu despreniment. Són emprats profusament en biologia molecular i bioquímica no només per a la centrifugació, sinó que, donat el seu baix cost, s'empren sovint com a simples vials contenidors de substàncies químiques.
Els tubs estan fabricats de polipropilè, i poden emprar-se a temperatures molt baixes (-20 °C) o amb dissolvents orgànics com el cloroform. La seva mida oscil·la entre els 200 μL i els 2 mL. La capacitat més comunament usada és d'1,5 mL, i d'altra banda els de 200 μl els més emprats per PCR. La desinfecció dels tubs és possible (1 atm, 120 °C, 20 minuts), però donat el seu baix cost i la dificultat de neteja de la superfície de plàstic, els tubs de microcentrífuga són usualment rebutjats després del seu ús.